# 波利钱
波利钱，是阿尔巴尼亚中南部培拉特州的一个市镇，成立于2015年地方政府改革中，由原三个市镇合并而成。行政中心为波利钱镇。市镇面积为272.20平方公里，人口数量为10,953人（2011年）。合并前原波利钱市镇在2011年人口普查中的居民数量为4,318人。
波利钱是一座阿爾巴尼亞工業都市，該市始建于1960年代，建設的目的主要是生產武器，直至現時為止軍工產業仍然是這裡的主要產業，因此也提供了大量相關行業的就職崗位。同時啤酒也是波利钱重要的產業。這裡的水質相當清澈。波利钱市區附近有種植葡萄的葡萄園，也有小麥的生產園，且農場內設有溫室。